# Belfir
Belfir (węg. Bélfenyér) – wieś w Rumunii, w okręgu Bihor, w gminie Tinca. W 2011 roku liczyła 643 mieszkańców.